# بی‌اوئی
بی‌اوئی (انگلیسی: BOE) یک شرکت الکترونیک دولتی چینی است، که در سال ۱۹۹۳ تأسیس شد.